# Felisi
 Felisi (fl. XX secolo) è stato un calciatore italiano, di ruolo difensore.

## Carriera
Con la SPAL disputa 24 gare nei campionati di Prima Divisione 1923-1924 e 1924-1925.

## Palmarès

### Club

#### Competizioni nazionali
- Seconda Divisione: 1

SPAL: 1925-1926